# Leopold Wenger
Leopold Wenger (* 4. September 1874 in Obervellach; † 21. September 1953 ebenda) war ein deutscher Rechtshistoriker. Er verband juristische mit altphilologischen und historischen Forschungen. Er gilt als Initiator einer Universalgeschichte der Antike.

## Leben
Leopold Wenger wurde auf dem seinen Großeltern mütterlicherseits gehörenden Schloss Trabuschgen in Obervellach geboren. Er studierte Rechtswissenschaften an der Universität Graz. Hier besuchte er das berühmte Seminar von Gustav Hanausek. Nach der Promotion 1897 setzte er seine Studien in Leipzig bei Ludwig Mitteis fort. 1901 habilitierte er sich an der Grazer Universität für Römisches Recht.
1902 wurde Wenger außerordentlicher Professor in Graz. Ab 1904 lehrte er an den Universitäten Wien, Graz, Heidelberg und München, wo er das Seminar für Papyrusforschung gründete. Da sich in der neueren Romanistik auseinanderlaufende Forschungstendenzen abzeichneten, begann Wenger diese Bestrebungen ab seinem 1905 erschienenen Werk Römische und antike Rechtsgeschichte zu einem erweiterten Oberbegriff, den der „antiken Rechtsgeschichte“, zusammenzufassen. Seine Lehre bestand dabei in der Aufzeichnung der Entwicklungsgeschichte aller antiken Reiche innerhalb der Kultur des römischen Weltreichs, nicht darin, ein einheitliches antikes Recht aufzuzeigen. 1914 wurde er zum ordentlichen Mitglied der Bayerischen Akademie der Wissenschaften gewählt, 1926 zum korrespondierenden Mitglied der Preußischen Akademie der Wissenschaften und 1936 zum assoziierten Mitglied der Académie royale des Sciences, des Lettres et des Beaux-Arts de Belgique. 1935 folgte er einem Ruf zurück an die Universität Wien, wo er schon drei Jahre später emeritiert wurde. Von 1950 bis 1953 war er Mitherausgeber des Reallexikons für Antike und Christentum.
Zu Wengers Schülern aus seiner Grazer Zeit gehören Paul Koschaker, Mariano San Nicolò und Artur Steinwenter.
In Anerkennung seiner wissenschaftlichen Verdienste wurden 1956 die rechtshistorischen Lehrstühle der Juristischen Fakultät der Ludwig-Maximilians-Universität München unter der Bezeichnung Leopold-Wenger-Institut für Rechtsgeschichte und Papyrusforschung zusammengefasst. Den Grundstock der Ausstattung bildete Wengers reichhaltige Bibliothek.
Seit 1920 war er Ehrenmitglied der katholischen Studentenverbindung KDStV Aenania München.

## Auszeichnungen
- 1947 Preis der Stadt Wien für Geisteswissenschaften
- 1947 Ehrendoktor der Universität Wien

## Werke (Auswahl)
- Zur Lehre von der actio iudicati. 1901 (Habilitationsschrift).
- Römische und antike Rechtsgeschichte. 1905.
- Byzantinische Papyri. 1914.
- Institutionen des römischen Zivilprozeßrechts. 1925.
- Die Quellen des römischen Rechts. 1953.